# Valentin Conrart
Valentin Conrart, francoski pisatelj in akademik, * 1603, † 23. september 1675.
Conrart je bil eden izmed ustanovitelj Académie française (sedež št. 2) in njen prvi tajnik (1634-1675).